# Sobór Objawienia Pańskiego w Połocku
Sobór Objawienia Pańskiego – prawosławny sobór katedralny w Połocku, główna świątynia eparchii połockiej i głębockiej Egzarchatu Białoruskiego Patriarchatu Moskiewskiego.
Sobór został wybudowany w latach 1761–1779, poddany przebudowie w 1839, po I wojnie światowej zamknięty, restaurowany w 1981. Był siedzibą galerii obrazów. 
Jest to budowla wzniesiona na planie krzyża, z kopułą wybudowaną na planie ośmioboku i fasadą z dwiema wieżami. Zachowała się część malowideł z 1836.
W soborze znajduje się raka z relikwiami św. kapłana-nowomęczennika Konstantego Szarkowszczyńskiego, przeniesiona 27 kwietnia 2020 r. z cerkwi Zmartwychwstania Pańskiego w Dziśnie.